# Mirka
Mirka (àrab: مِركة, Mirka) és una vila palestina de la governació de Jenin a Cisjordània, al nord de la vall del Jordà, a 5 kilòmetres al sud-oest de Jenin. Segons el cens de l'Oficina Central Palestina d'Estadístiques (PCBS) tenia 1.555 habitants en 2007.